# Cantonul Sainte-Maure-de-Touraine
Cantonul Sainte-Maure-de-Touraine este un canton din arondismentul Chinon, departamentul Indre-et-Loire, regiunea Centru, Franța.

## Comune
- Antogny le Tillac
- Maillé
- Marcilly-sur-Vienne
- Neuil
- Nouâtre
- Noyant-de-Touraine
- Ports
- Pouzay
- Pussigny
- Sainte-Catherine-de-Fierbois
- Sainte-Maure-de-Touraine (reședință)
- Saint-Épain